# Liste der Auslandsvertretungen der Komoren

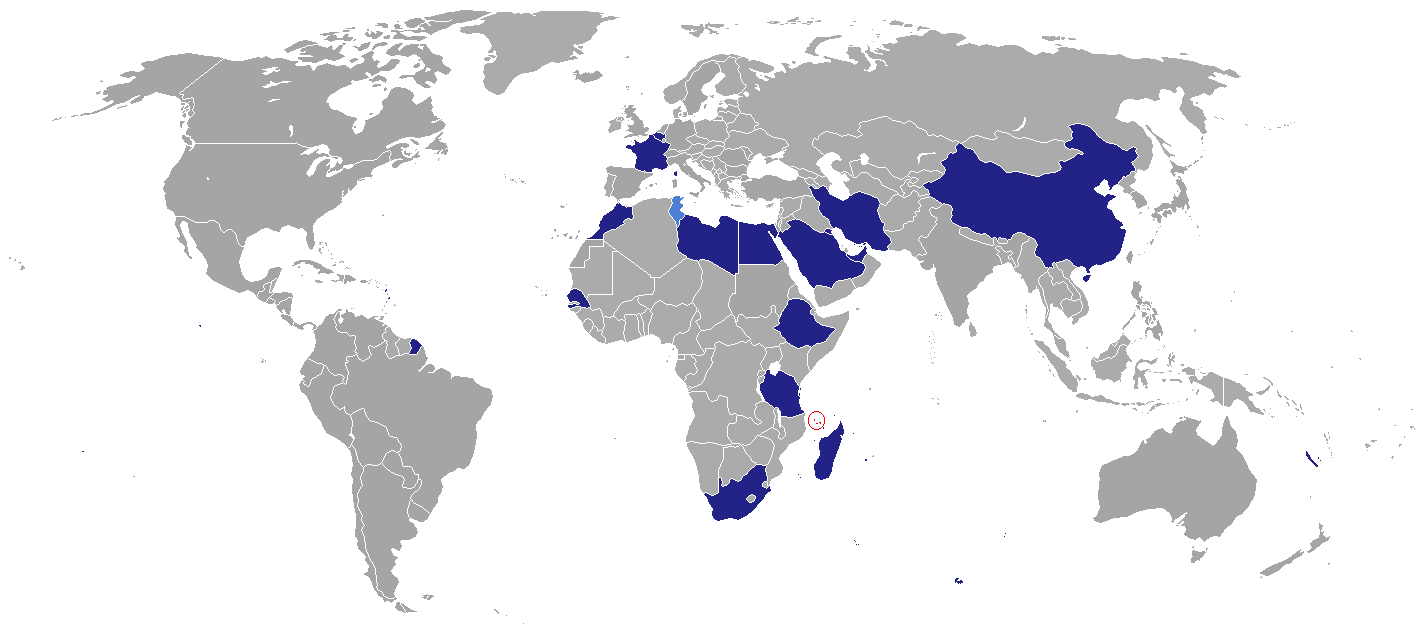
Standorte der diplomatischen Vertretungen der Komoren

Dies ist eine Liste der diplomatischen und konsularischen Vertretungen der Komoren.

## Diplomatische und konsularische Vertretungen

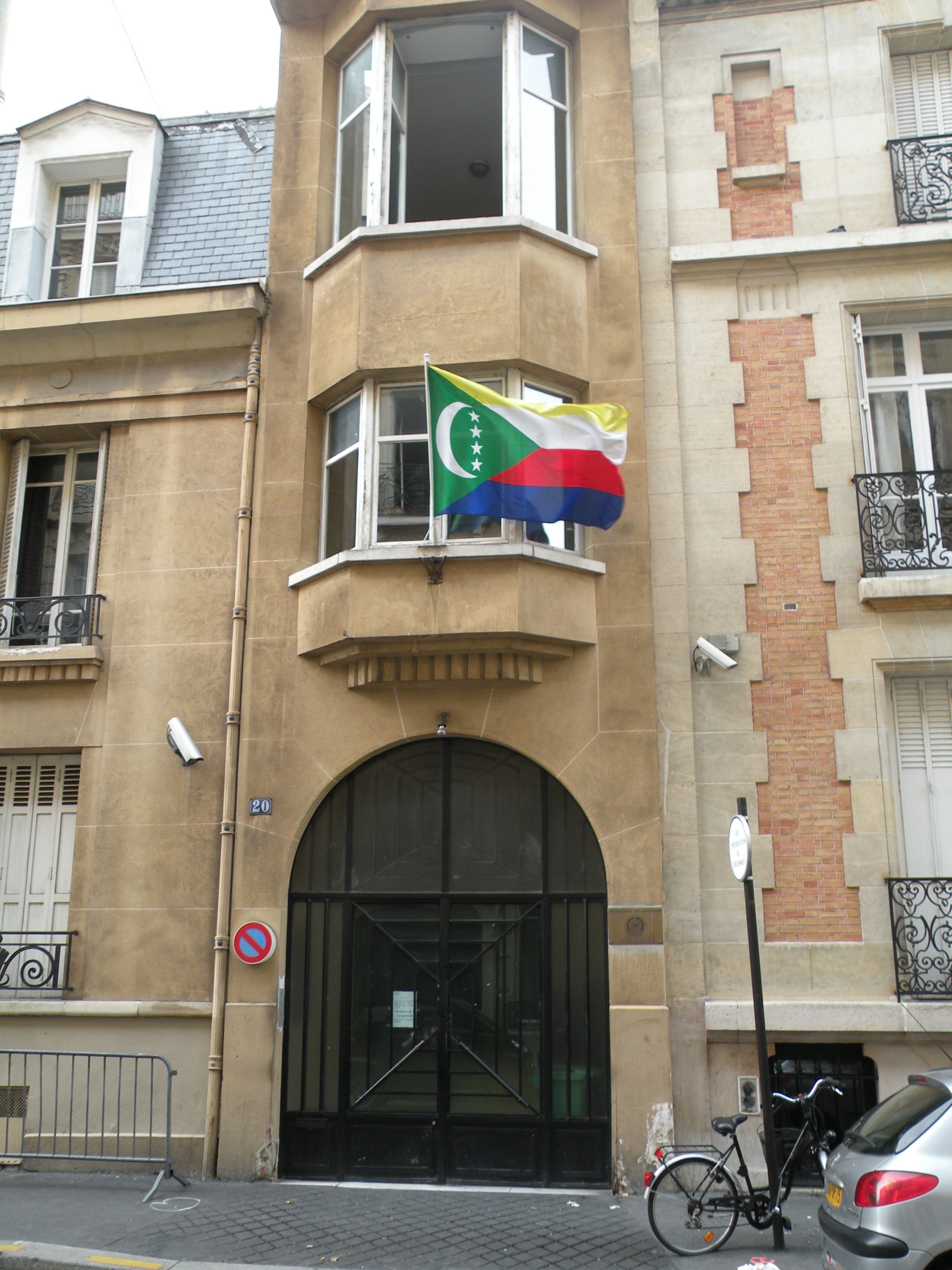
Botschaft der Komoren in Paris

### Afrika
| - Ägypten: Kairo, Botschaft - Libyen: Tripolis, Botschaft - Madagaskar: Antananarivo, Botschaft | - Madagaskar: Mahajanga, Konsulat - Südafrika: Pretoria, Botschaft |

### Asien
| - Volksrepublik China: Peking, Botschaft - Iran: Teheran, Botschaft - Katar: Doha, Botschaft | - Saudi-Arabien: Riad, Botschaft - Saudi-Arabien: Dschidda, Konsulat - Vereinigte Arabische Emirate: Abu Dhabi, Botschaft |

### Europa
- Belgien: Brüssel, Botschaft
- Frankreich: Paris, Botschaft

## Vertretungen bei internationalen Organisationen
- Vereinte Nationen: New York, Ständige Mission
- Arabische Liga: Kairo, Ständige Mission